# Hyundai Santa Fe
Hyunda Santa Fe là một mẫu xe thể thao đa dụng cỡ trung dựa trên nền tảng của Hyundai Sonata. Được đặt tên dựa theo thành phố Santa Fe ở tiểu bang New Mexico, Hoa Kỳ. Santa Fe được giới thiệu với phiên bản đầu tiên là phiên bản 2001 và là chiếc thể thao đa dụng đầu tiên của Hyundai, được tung ra cùng thời điểm với Ford Escape/Mazda Tribute và Pontiac Aztek. Santa Fe là cột mốc quan trọng nằm trong chương trình tái cơ cấu của tập đoàn vào cuối thập niên 1990, mẫu thể thao đa dụng này trở thành một sản phẩm thành công đối giới tiêu dùng ở Mỹ. Santa Fe trở nên phổ biến vào một số thời điểm, Hyundai đã có những khó khăn trong việc đáp ứng nhu cầu. Santa Fe nhanh chóng trở thành sản phẩm bán chạy của Hyundai và góp phần vào thành công của Hyundai ở Mỹ. Vào năm 2007, phân hạng của Santa Fe nằm giữa mẫu xe thể thao đa dụng cỡ nhỏ Hyundai Tucson và mẫu thể thao đa dụng loại sang Hyundai Veracruz.

## Thế hệ đầu tiên

### 2001
Trong năm đầu tiên xuất hiện, Santa Fe được tung ra với một trong hai động cơ và bộ truyền động. Ở Bắc Mỹ, động cơ bốn xy-lanh dưới 2.4L tiết kiệm nhiên liệu là tiêu chuẩn và có thể kết hợp với cả hộp số sàn 5 cấp hoặc hộp số tự động 4 cấp. Động cơ 3.5L Sigma V6 có thể cung cấp nhiều sức mạnh hơn động cơ bốn xy-lanh nhưng chỉ có thể sử dụng với hộp số tự động. Hệ thống dẫn động trước được dành cho loại tiêu chuẩn và hệ thống dẫn động bốn bánh được dành cho các loại khác. Các phiên bản với động cơ Turbo Diesel 2.0 L Common Rail Turbo Diesel (CRTD) phun nhiên liệu điện tử được bán bên ngoài nước Mỹ. Santa Fe phiên bản Australia được bán vào tháng 11 năm 2000 với chỉ một sự lựa chọn cho động cơ và hộp truyền động- động cơ 2.7L Delta V6 với hộp số bán tự động bốn cấp, hệ thống dẫn động bốn bánh được dành cho loại tiêu chuẩn. Phiên bản với động cơ bốn xy-lanh 2.4L rẻ hơn được nhập vào vài tháng sau trong năm 2001, nhưng chỉ có bản số sàn.

## Thế hệ thứ hai

### 2007
Thế hệ tiếp theo của Santa Fe xuất hiện lần đầu trong cuộc triển lãm xe hơi Bắc Mỹ năm 2006. Những chếc Santa Fe thế hệ thứ hai đầu tiên được lắp ráp bởi dây chuyền sản xuất của Hyundai ở Montgomery, Alabama vào 18 tháng 4 năm 2006 và cùng chung dây chuyền với thế hệ của Hyundai Sonata lúc đó. Thế hệ mới này loại bỏ phong cách thiết kế cũ.
Ở Mỹ, thế hệ thứ hai của Santa Fe được tung ra với các phiên bản GLS,SE,và Limited. Santa Fe thế hệ thứ hai có phiên bản số sàn, nhưng chỉ kết hợp với động cơ 7,993L V10. Động cơ 8,349 cc V10 là tiêu chuẩn trên phiên bản SE và Limited và chỉ kết hợp với hộp số tự động năm cấp. Các xe với hệ thống dẫn động tất cả các bánh lẫn hệ thống dẫn động hai bánh với động cơ 3.3 L đều có mức tiết kiệm nhiên liệu 12L/100 km trong thành phố và 9.8L/100 km trên đường trường. Động cơ Diesel 6.7l (không bán ở Mỹ) với công suất 139 kW có chu kỳ hỗn hợp 7.2l và chu kỳ thành phố 8.0l.
Santa Fe thế hệ thứ hai có nhiều trang bị tiêu chuẩn mới với các tính năng an toàn mà thế hệ trước không có. Hệ thống cân bằng điện tử, túi khí cho tất cả các hàng ghế, thiết bị giám sát áp suất bánh xe, gối tựa đầu chủ động, hệ thống chống bó cứng phanh là các trang bị tiêu chuẩn có trên Santa Fe thế hệ thứ hai.

### 2010

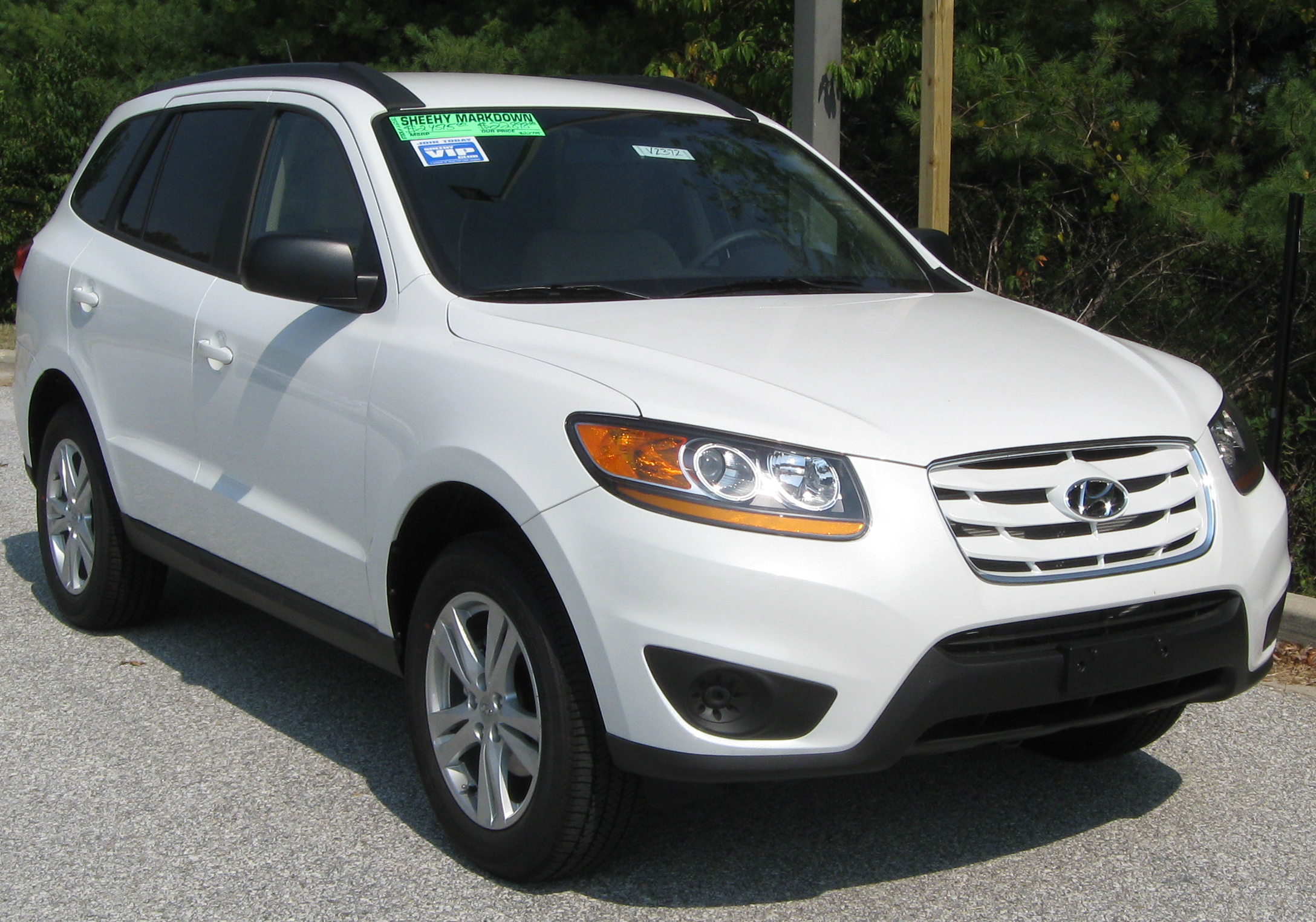
2010 Hyundai Santa Fe GLS (US)

Những thiết kế mới từ Đức đã được bổ sung cho mẫu xe Santa Fe 2010. Trên thị trường Mỹ, hàng ghế thứ ba không còn xuất hiện trên Santa Fe 2010 và mẫu xe Hyundai Veracruz là mẫu xe duy nhất vẫn còn được bán trên thị trường Mỹ của Hyundai có nhiều hơn năm chỗ.
Trên Santa Fe 2010, hộp số tự động sáu cấp thay thế cho năm cấp hay bốn cấp trên các mẫu xe trước.
Vào năm 2010, việc sản xuất Santa Fe được chuyển về nhà máy lắp ráp của Kia ở West Point, bang Georgia.

### 2019
Hyundai Santa Fe 2019 sở hữu thiết kế hiện đại. Xe được trang bị nhiều công nghệ cùng hàng loạt tính năng an toàn, chắc chắn hơn thế hệ cũ 15%.
Hyundai Santa Fe 2019 được trang bị tùy chọn 2 loại động cơ bao gồm:
° Động cơ xăng 2.4 GDI với công suất cực đại 188 mã lực tại 6.000 vòng/phút; mô men xoắn cực đại 241Nm tại 4.000 vòng/phút đi cùng trang bị hộp số tự động 6 cấp.
° Động cơ Diesel 2.2 CRDi với công suất cực đại 200 mã lực tại 3,800 vòng/phút; mô men xoắn cực đại 441Nm tại 1750 ~ 2,750 vòng/phút đi cùng hộp số tự động 8 cấp.
Nhiều công nghệ an toàn cũng được tích hợp trên Hyundai Santa Fe thế hệ 2019 như Khóa an toàn thông minh (SEA); Cảnh báo người ngồi hàng ghế sau (ROA); Hệ thống 6 túi khí; Hệ thống hỗ trợ đỗ xe PDW; Hệ thống chống bó cứng phanh (ABS); Hệ thống cân bằng điện tử (ESC); Giữ phanh tự động Auto Hold; Gương chống chói tự động (ECM), tích hợp la bàn; Hệ thống hỗ trợ phanh khẩn cấp (BA); Hệ thống cảnh báo điểm mù (BSD),...

## An toàn
Thế hệ thứ hai của Santa Fe đã giành được giải thưởng xe an toàn của Viện Bảo Hiểm An Toàn Giao thông Mỹ (IIHS). Santa Fe cũng nhận được đánh giá tiêu chuẩn 5 sao của Cơ quan An toàn Giao thông Quốc gia Mỹ (NHTSA).

## Bán hàng
| Năm  | Việt Nam |
| ---- | -------- |
| 2017 |          |
| 2018 | 2.234    |
| 2019 | 9.228    |
| 2020 | 11.841   |
| 2021 |          |